# Heideviltbij
De heideviltbij (Epeolus cruciger) is een vliesvleugelig insect uit de familie bijen en hommels (Apidae). De wetenschappelijke naam van de soort is voor het eerst geldig gepubliceerd in 1799 door Panzer.

## Kenmerken
Het dier heeft een zwart lijf met witte viltvlekken op het borststuk en het achterlijf (zowel het mannetje als vrouwtje). De lengte is 5-8 mm. De vrouwtjes zijn te herkennen aan een rood Scutellum, rode poten en 5e sterniet breed en vlak . De kop en het voorste deel van het borststuk zijn zowel bij het mannetje als het vrouwtje voorzien van aanliggende haartjes.

## Voorkomen
De heideviltbij  komt vooral voor op de droge zandgronden (heide) en in de kustduinen. De soort is waarschijnlijk parasitair in nesten van de Duinzijdebij (Colletes fodiens), de Donkere zijdebij (Colletes marginatus) en de Heizijdebij (Colletes succinctus). In het binnenland voornamelijk C. succinctus en in de kustduinen vermoedelijk C. marginatus en C. fodiens. De vliegtijd is van juni t/m oktober. Hij wordt gezien bij verschillende planten, maar vertoont lichte voorkeur voor struikhei (Calluna vulgaris) en klein streepzaad (Crepis capillaris).